# Terence Ascott
Terence Ascott (* Oktober 1947 in den USA) ist ein britischer Bauingenieur, Gründer und Vorstandsvorsitzender von SAT-7.

## Leben und Wirken
Terence Ascott absolvierte von 1968 bis 1972 an der Middlesex University eine Ausbildung zum Bauingenieur, die er mit dem Bachelor of Science in Civil and Structural Engineering (BSc) mit höchster Auszeichnung abschloss. Er studierte an der „American University of Beirut“ (AUB) und arbeitete von 1973 bis 1975 mit der christlichen Hilfsorganisation Operation Mobilisation als Produktionsleiter für Arabische Literatur in Beirut, Libanon. In dieser Zeit gründete er das arabische Jugendmagazin „Magalla“. Danach war Ascott Internationaler Director der 1975 von ihm Mitgegründeten „Middle East Media“, bevor er im Januar 1996 Geschäftsführer des von ihm gegründeten privaten Fernsehsenders SAT-7 mit Sitz in Nikosia auf Zypern wurde. Es war der erste arabischsprachige, christliche und satellitengestützte Sender, der es ermöglichte, ohne die übliche staatliche Zensur der Massenmedien in die Haushalte im Mittleren Osten und in Nord-Afrika zu gelangen.
Er ist Mitglied der „Crofton Baptist Church“ und der „World Association for Christian Communication“ und im Beirat der „International Christian Media Commission“.
Terence Ascott ist verheiratet mit seiner Frau Jacqueline. Das Paar hat drei Kinder in lebt in Nikosia, Zypern.

## Auszeichnungen
Ascott erhielt 2012 für seine Verdienste zur Förderung des Christentums im gesamten Nahen Osten und Nordafrikas vom „Belhaven College“ die Ehrendoktorwürde zum Doctor of Ministry (DMin).